# Meglio tardi che mai
Meglio tardi che mai è un film per la televisione del genere commedia, diretto da Luca Manfredi, trasmesso da Rai Uno il 12 dicembre 1999.

## Trama
Il padre di Chiara, il giorno del suo compleanno rubando alla ditta trecento milioni scappa a Cuba. Chiara va a cercarlo mettendosi sulle sue tracce insieme a un investigatore privato.